# Agrupación de las Fuerzas Democráticas
La Agrupación de las Fuerzas Democráticas (en francés, Rassemblement des Forces Démocratiques) es un partido político de Mauritania liderado por Ahmed Ould Daddah.
En octubre de 2000, el gobierno disolvió la Unión de Fuerzas Democráticas-Nueva Era (fundada en 1991), dirigida por Daddah, por presuntamente incitar a la violencia y dañar los intereses del país. En su lugar, se estableció el Agrupación de las Fuerzas Democráticas o Rally de las Fuerzas Democráticas (RFD), y Daddah fue elegido presidente en enero de 2002.
En las elecciones legislativas del 19 y 26 de octubre de 2001 obtuvo en 5,6% de los votos populares, y 3 escaños de los 81 que componen la Asamblea Nacional. 
Daddah declaró que la RFD era "la mayor fuerza política del país" después de la primera vuelta de las elecciones parlamentarias mauritanas de 2006, celebrada el 19 de noviembre. La RFD participó en estas elecciones como parte de una alianza de oposición de ocho partidos, ganando 15 de 95 escaños. Ganó 7 de 56 escaños en las elecciones al senado del 21 de enero y el 4 de febrero de 2007. En el 11 de marzo y el 25 de marzo de 2007, en las elecciones presidenciales, Daddah, el candidato del partido, ganó el 20,69% en la primera vuelta, pero fue derrotado en segunda vuelta con un 47,15%.
Daddah dijo el 7 de mayo de 2008 que la RFD no participaría en el gobierno del primer ministro Yahya Ould Ahmed El Waghef, a pesar de las consultas de Waghef con los partidos de la oposición sobre la formación de un gobierno.
La RFD apoyó el golpe de Estado militar del 6 de agosto de 2008. Daddah describió el golpe como "un movimiento para rectificar el proceso democrático" y alegó que las elecciones presidenciales de 2007 estuvieron "marcadas por el fraude".
La RFD es miembro observador de la Internacional Socialista.